# ألان سفينسون
ألان سفينسون (بالسويدية: Allan Svensson)‏ (16 فبراير 1951 - 17 نوفمبر 2024)، هو ممثل سويدي، ولد في 16 فبراير 1951 في السويد.

## وصلات خارجية
- ألان سفينسون على موقع IMDb (الإنجليزية)
- ألان سفينسون على موقع روتن توميتوز (الإنجليزية)
- ألان سفينسون على موقع ألو سيني (الفرنسية)
- ألان سفينسون على موقع أول موفي (الإنجليزية)
- ألان سفينسون على موقع قاعدة بيانات الأفلام السويدية (السويدية)
- ألان سفينسون على موقع قاعدة بيانات الفيلم (الإنجليزية)